# Mighty Morphin Power Rangers
Mighty Morphin Power Rangers (viết tắt là MMPR) là một loạt truyền hình người đóng của Mỹ, dựa trên seri Super Sentai thứ 16 của Nhật Bản Kyōryū Sentai Zyuranger. Cả chương trình lẫn sản phẩm của nó thành công nhanh chóng, xâm nhập vào văn hóa đại chúng trong vài tháng. Dưới tên gốc là Mighty Morphin Power Rangers, seri bắt đầu từ 1993 đến 1996 và tạo ra bộ phim điện ảnh, Mighty Morphin Power Rangers: The Movie. Báo The New Zealand Herald đăng tin, Power Rangers: RPM sẽ là mùa cuối cùng của loạt phim Power Rangers và loạt phim Power Rangers đầu tiên này sẽ được phát lại vào Tháng 1, 2010 trên ABC Kids, và Bandai sẽ sản xuất một dòng đồ chơi mới cho bộ phim.. Năm 2015, Saban đã quyết định cùng kết hợp với Lionsgate để làm lại bộ phim huyền thoại này - được xác nhận sẽ ra mắt năm 2017.

## Cốt truyện
Năm chiến binh trẻ tuổi được chọn để chóng lại phù thủy Rita và pháp sư Lord Zedd khi chúng muốn hủy diệt Trái Đất. Họ cũng dùng những robot khổng lồ có tên là Zords và bộ đồ chiến đấu. Vũ khí của họ là kiếm, rìu, cung, dao găm và giáo khi chiến đấu với quái vật. Rita và Lord Zedd có đội quân được gọi là Putties, chúng sẽ bị tiêu diệt và vỡ thành nhiều mảnh khi bị đấm vào chữ Z trên ngực.

## Các mùa
- Mùa 1 (1993-1994)
- Mùa 2 (1994-1995)
- Mùa 3 (1995-1996)

## Nhân vật

### Các Power Ranger
Jason Lee ScottPower Ranger đỏ và là đội trưởng đầu tiên. Vũ khí là Kiếm sức mạnh. Anh được thể hiện bởi Austin St. John.
Zack TaylorPower Ranger đen đầu tiên và là đội phó. Vũ khí là Rìu sức mạnh. Anh được thể hiện bởi Walter Emanuel Jones.
Billy CranstonPower Ranger lam và sau đó là Blue Ninja Ranger. Vũ khí là Giáo sức mạnh. Anh được thể hiện bởi David Yost.
Trini KwanPower Ranger vàng đầu tiên. Vũ khí là Sai sức mạnh. Cô được thể hiện bởi Thuy Trang.
Kimberly HartPower Ranger hồng đầu tiên và sau đó là Ninja Ranger hồng. Vũ khí là Cung sức mạnh. Cô được thể hiện bởi Amy Jo Johnson.
Tommy OliverPower Ranger lục và sau đó là Power Ranger trắng và Ninja Ranger trắng. Anh trở thành kẻ xấu sau khi bị trúng phải một lời nguyền, sau khi được giải thoát, anh tham gia vào nhóm Power Ranger và là Power Ranger lục trước khi mất sức mạnh. Anh trở lại trong mùa hai với thân phận là Power Ranger trắng và là đội trưởng. Vũ khí là Dragon Dagger và Saba. Tommy là bạn trai của Kimberly. Anh được thể hiện bởi Jason David Frank.
Rocky DeSantosPower Ranger đỏ thứ 2, Ninja Ranger đỏ, và là đội phó thứ 2 thay thế Jason Lee Scott Anh được thể hiện bởi Steve Cardenas.
Adam ParkPower Ranger đen và sau đó là Black Ninja Ranger, được chọn bởi Zordon để thay thế Zack. Anh được thể hiện bởi Johnny Yong Bosch.
Aisha CampbellPower Ranger vàng thứ 2 và sau đó là Ninja Ranger vàng, được chọn bởi Zordon thay thế Trini. Cô được thể hiện bởi Karan Ashley.
Katherine "Kat" HillardPower Ranger hồng thứ 2 và Ninja Ranger hồng, được chọn bởi Kimberly. Cô được thể hiện bởi Catherine Sutherlvà.

### Đồng minh
- Zordon: Lồng tiếng và thể hiện bởi David Fielding, và sau đó lồng tiếng bởi Robert L. Manahan.
- Alpha 5: Lồng tiếng bởi Richard Steven Horvitz.
- Ninjor: Lồng tiếng bởi Kim Strauss.
- Farkus "Bulk" Bulkmeier: Thể hiện bởi Paul Schrier.
- Eugene "Skull" Skullovitch: Thể hiện bởi Jason Narvy.
- Ernie: Thể hiện bởi Richard Genelle.
- Mr. Kaplan: Thể hiện bởi Henry Cannon.
- Ms. Applebởi: Thể hiện bởi Royce Herron
- Lt. Stone: Thể hiện bởi Gregg Bullock.
- Prince Dex/Masked Rider: Thể hiện bởi Ted Jan Roberts.

### Kẻ xấu
- Rita Repulsa: Thể hiện bởi Machiko Soga trong mùa 1, và Carla Perez, lồng tiếng bởi Barbara Goodson.
- Lord Zedd: Thể hiện bởi Edwin Neal và Lồng tiếng bởi Robert Axelrod.
- Finster: Lồng tiếng bởi Robert Axelrod.
- Goldar: Lồng tiếng bởi Kerrigan Mahan.
- Scorpina: Thể hiện bởi Ami Kawai và lồng tiếng bởi Wendee Lee.
- Rito Revolto: Lồng tiếng bởi Bob Papenbrook.
- Squatt: Lồng tiếng bởi Michael Sorich.
- Baboo: Lồng tiếng bởi Dave Mallow.
- Master Vile: Lồng tiếng bởi Tom Wyner.
- Lokar: Lồng tiếng bởi Robert Axelrod.
- Hydro Hog: Lồng tiếng bởi Brad Orchard.
- Putty Patrollers.
- Z-Putty Patrollers.
- Tengu Warriors.

## Zord
- Dinozord
- Thunderzord
- Ninjazords
- Shogunzords

## Video game
- Mighty Morphin Power Rangers
- Mighty Morphin Power Rangers: The Movie
- Mighty Morphin Power Rangers: The Fighting Edition